# O Incrível Mundo de Gumball
O Incrível Mundo de Gumball (também conhecido simplesmente como Gumball ou pela abreviação TAWOG, renomeado O Maravilhosamente Estranho Mundo de Gumball para a sétima temporada) é uma sitcom animada criada por Ben Bocquelet para o Cartoon Network. A série acompanha a vida de Gumball Watterson, um gato azul antropomórfico de 12 anos, e seu irmão adotivo, o peixe dourado Darwin, que frequentam a escola de ensino fundamental na cidade fictícia de Elmore. Eles frequentemente se envolvem em várias confusões pela cidade, interagindo com outros membros da família — a irmã mais nova Anais, a mãe Nicole e o pai Ricardo — juntamente com um elenco de apoio extenso de personagens.
Bocquelet baseou vários dos personagens da série em personagens rejeitados de seus trabalhos comerciais anteriores, enquanto criava a premissa como uma mistura de "programas familiares e programas escolares", o que interessava muito ao Cartoon Network. Após Bocquelet apresentar O Incrível Mundo de Gumball para a emissora, o executivo da Turner Entertainment Networks, Daniel Lennard, aprovou a produção da série. O programa foi produzido pelo Cartoon Network Studios Europe, em associação com a Boulder Media (Irlanda; 1ª temporada) e o Studio Soi (Alemanha).
Gumball é conhecido por sua intencional desarmonia estilística, com personagens desenhados, filmados e animados em diversos estilos e técnicas, frequentemente dentro da mesma cena (animação tradicional estilizada, marionetes, CGI, stop motion, animação em Flash, live-action, etc.). Embora seja um Programa infantil, Gumball aborda temas frequentemente considerados sérios ou maduros, incluindo filosofia, casamento, cyberbullying, intolerância política, doença mental e a condição humana. A série recebeu aclamação da crítica e desenvolveu um cult following, sendo elogiada especialmente por suas extensas referências à cultura pop e à cultura da internet, sarcasmo, sutis insinuações, humor negro e metahumor.
Em 6 de setembro de 2016, Bocquelet anunciou que a série terminaria após a 6ª temporada; ele reafirmou sua posição no Twitter em outubro de 2018. No entanto, a Turner Northern Europe não pôde confirmar na época se a sexta temporada seria a última do programa. Após o final da 6ª temporada, duas minisséries foram lançadas: a série de seis episódios Darwin's Yearbook em novembro de 2019 e The Gumball Chronicles em outubro de 2020. Em 15 de junho de 2023, foi confirmado no Festival Internacional de Animação de Annecy que a sétima temporada da série está em desenvolvimento, e está prevista para lançamento em 2025.
Em 17 de fevereiro de 2021, o Cartoon Network revelou que um filme para televisão baseado na série estava em desenvolvimento. Em 21 de setembro de 2021, foi anunciado que uma nova série derivada, servindo como continuação do programa e do filme, havia sido aprovada para o Cartoon Network e Max, juntamente com o filme. Em 22 de agosto de 2022, foi informado que o filme não seria mais lançado na Max, mas que seria oferecido a outras distribuidoras. No Festival Internacional de Animação de Annecy 2024, foi anunciado que o filme ainda está em desenvolvimento, com o roteiro sendo revisado. Em 19 de maio de 2025, foi divulgado um teaser da sétima temporada da série, após quase sete anos do final da sexta temporada, nas redes sociais, oficializando seu lançamento para 2025.

## Enredo
A série gira em torno da vida de um gato de 12 anos chamado Gumball Watterson e suas frequentes confusões na cidade fictícia de Elmore, Califórnia, acompanhado por seu irmão adotivo e melhor amigo, o peixe dourado Darwin. Outros membros da família de Gumball — sua irmã intelectual Anais e seu pai dono de casa, Richard, ambos coelhos, e sua mãe workaholic, Nicole, uma gata — frequentemente se envolvem nas aventuras de Gumball. Ele frequenta a escola com seus irmãos na Elmore Junior High, onde, ao longo da série, interage com vários colegas, especialmente com sua paixão Penny Fitzgerald.
Um elemento proeminente da série desde a terceira temporada é o "Vazio", uma dimensão dentro de Elmore onde residem todos os erros do universo. Isso inclui referências a aspectos da realidade e elementos internos da série. Rob é um personagem de fundo das duas primeiras temporadas que ficou preso no Vazio após se tornar "irrelevante". Ele escapa na terceira temporada e se torna o inimigo de Gumball e principal antagonista. No episódio da quarta temporada, "The Disaster", ele demonstra estar ciente de sua existência fictícia, e seu ódio por Gumball é resultado do papel de Gumball como protagonista.

## Episódios
Embora a maioria dos episódios de 11 minutos tenha estreado individualmente e todos sejam considerados lançamentos independentes, os episódios de 11 minutos da série encomendados pelo Cartoon Network foram originalmente produzidos em pares de 22 minutos cada. Esse foi o caso de O Incrível Mundo de Gumball, com as temporadas 1–3 sendo, de fato, produzidas pelo Cartoon Network Development Studios Europe em pacotes de duas histórias de 11 minutos, e exibidas dessa forma fora dos Estados Unidos. No entanto, a partir da Temporada 4, o restante da série passou a ser produzido como episódios individuais de 11 minutos, sendo esse também o caso da minissérie especial.
| Temporada | Temporada              | Episódios | Exibição original      | Exibição original      | Exibição no Brasil    | Exibição no Brasil     |
| Temporada | Temporada              | Episódios | Estreia de temporada   | Final de temporada     | Estreia de temporada  | Final de temporada     |
| --------- | ---------------------- | --------- | ---------------------- | ---------------------- | --------------------- | ---------------------- |
|           | Piloto                 | Piloto    | 8 de maio de 2008      | 8 de maio de 2008      | N/A                   | N/A                    |
|           | 1                      | 36        | 3 de maio de 2011      | 13 de março de 2012    | 4 de setembro de 2011 | 18 de setembro de 2012 |
|           | 2                      | 40        | 7 de agosto de 2012    | 3 de dezembro de 2013  | 1 de abril de 2013    | 27 de janeiro de 2014  |
|           | 3                      | 40        | 5 de junho de 2014     | 6 de agosto de 2015    | 1 de setembro de 2014 | 22 de dezembro de 2015 |
|           | 4                      | 40        | 7 de julho de 2015     | 27 de outubro de 2016  | 4 de janeiro de 2016  | 13 de setembro de 2018 |
|           | 5                      | 40        | 1 de setembro de 2016  | 10 de novembro de 2017 | 5 de junho de 2017    | 4 de junho de 2018     |
|           | 6                      | 44        | 5 de janeiro de 2018   | 24 de junho de 2019    | 11 de junho de 2018   | 18 de janeiro de 2020  |
|           | Darwin's Yearbook      | 6         | 14 de dezembro de 2019 | 28 de dezembro de 2019 | TBA                   | TBA                    |
|           | The Gumball Chronicles | 8         | 5 de outubro de 2020   | 20 de junho de 2021    | TBA                   | TBA                    |
|           | 7                      | 40        | 2025                   | 2026                   | TBA                   | TBA                    |

### Crossovers
Em 17 de setembro de 2015, o criador da série Ben Bocquelet anunciou em sua página no Twitter que um episódio crossover com uma série desconhecida seria exibido como parte da quinta temporada de O Incrível Mundo de Gumball. Isso acabou se revelando como o episódio "The Puppets", que apresenta personagens e cenários de Don't Hug Me I'm Scared.
Além disso, "The Copycats" apresentou os personagens interagindo com outros semelhantes aos da série chinesa Miracle Star, um clone do desenho.
"The Boredom" apresentou personagens de Clarêncio, Apenas um Show e Titio Avô em participações especiais.
Gumball fez uma aparição especial no episódio "Pizza Eve" de Titio Avô, junto com outros personagens de séries do Cartoon Network.
Gumball fez uma participação especial no episódio de OK K.O.! Vamos Ser Heróis e especial do Cartoon Network "Crossover Nexus", junto com outros personagens de séries do canal.[carece de fontes?]

### Waiting for Gumball
Waiting for Gumball é uma série de treze curtas com Gumball e Darwin, inspirada no episódio "The Puppets".

### Darwin's Yearbook
Uma minissérie de seis episódios chamada Darwin's Yearbook foi exibida no Cartoon Network de 14 a 28 de dezembro de 2019. A minissérie mostra Darwin tentando completar o anuário da Elmore Junior High analisando quem ele acha que deve ocupar os melhores lugares. A minissérie é composta predominantemente por clipes reaproveitados de episódios anteriores da série original, apresentados em estilo de episódio de recapitulação.[carece de fontes?]

### The Gumball Chronicles
Outra série de episódios em formato de episódio de recapitulação, intitulada The Gumball Chronicles, estreou em 5 de outubro de 2020 com The Curse of Elmore. Em 2 de novembro de 2020, quatro episódios adicionais (cada um começando com Vote Gumball...and) com o tema da Eleição presidencial nos Estados Unidos em 2020 foram exibidos em sequência, abordando as tentativas de Gumball de conseguir um vice para concorrer à presidência da escola.

## Produção
Quando o Cartoon Network Studios Europe foi fundado em 2007, Ben Bocquelet foi contratado para ajudar as pessoas a apresentar seus projetos ao canal. No entanto, quando o estúdio decidiu que todos os funcionários deveriam apresentar suas próprias ideias, ele decidiu pegar alguns personagens rejeitados que havia criado para comerciais e reuni-los em uma única série ambientada dentro de uma escola. Daniel Lennard, vice-presidente de Séries Originais e Desenvolvimento da Turner Broadcasting System Europe, ficou impressionado com a proposta e aprovou a produção da série em 2009. A primeira série a ser produzida pelo Cartoon Network Studios Europe, tornando o programa uma produção britânica, produziu trinta e seis episódios para sua primeira temporada em colaboração com o Studio Soi, o estúdio irlandês Boulder Media Limited, e o Dandelion Studios.
Em 17 de fevereiro de 2021, a conta do Cartoon Network no Twitter confirmou que um filme baseado na série estava em desenvolvimento.

## Continuação
Em 20 de maio de 2025, foi anunciado nas redes sociais a sétima temporada da série, após quase sete anos do final da sexta temporada, Mudando de nome da série mesmo assim como "The Amazing World of Gumball" (O Incrível Mundo de Gumball), para "The Wonderfully Weird World of Gumball"  (O Incrivelmente Estranho Mundo de Gumball), e a data foi prevista pra 2025. Em 30 de junho do mesmo ano, foi revelado a nova abertura da série e data de lançamento foi confirmada pra 6 de outubro nos EUA pelo Hulu e Disney+, e internacionalmente pelo Cartoon Network e HBO Max. A série foca nas desventuras de Gumball Watterson, um gato azul de 12 anos, e seu irmão adotivo Darwin, um peixe dourado. Juntos, eles causam confusão na família e entre os colegas da escola Elmore Junior High, onde estudam.

## Transmissão
As duas primeiras temporadas foram lançadas nos canais do Cartoon Network em mais de 126 países, com a terceira temporada sendo lançada ao longo de 2014.
A série estreou no Cartoon Network Reino Unido em 2 de maio de 2011, um dia antes da estreia nos Estados Unidos.
O programa foi exibido no Boomerang de 1º de dezembro de 2014 a 23 de outubro de 2015, com sua segunda exibição ocorrendo de 30 de novembro de 2015 a 25 de dezembro de 2015, a terceira de 1º de fevereiro de 2016 a 2 de abril de 2017, a quarta de 2 de maio de 2022 a 31 de outubro de 2022, e a quinta de 4 de abril de 2023 a 29 de setembro de 2023.

## Recepção

### Audiência
Em 3 de maio de 2011, a estreia da série O Incrível Mundo de Gumball foi assistida por 2,120 milhões de telespectadores nos Estados Unidos.
"O Goonies" é atualmente o episódio mais assistido da série, com 2,72 milhões de espectadores. "A Poção" é o episódio com menor audiência, com apenas 0,42 milhão de telespectadores, aproximadamente 15% da audiência máxima da série.[carece de fontes?]

### Recepção crítica
O Incrível Mundo de Gumball recebeu aclamação da crítica.
Em uma crítica favorável, Brian Lowry da Variety descreveu a série como "na maior parte, uma releitura realmente inteligente do caos doméstico" e "uma tolice de primeira linha".
Ken Tucker da Entertainment Weekly também foi positivo, escrevendo: "Há poucos exemplos na programação infantil convencional que sejam tão imaginativos, visual e narrativamente ousados quanto O Incrível Mundo de Gumball."
Noel Murray, do The A.V. Club, atribuiu nota B+ ao lançamento em DVD dos primeiros 12 episódios da série, escrevendo que "o que diferencia O Incrível Mundo de Gumball de muitos outros desenhos superbobos e semi-anárquicos da TV a cabo hoje em dia é que ele apresenta um mundo bem desenvolvido, onde mesmo com os designs de personagens tão ecléticos, há traços e tendências reconhecíveis."
Z, escritor da Wired, observou que a série "consegue ter um coração genuíno mesmo quando os enredos transitam de clichês televisivos para a total loucura".